# سلطان بن احمد
سلطان بن احمد بن سعید بوسعیدی (؟ – ۱۸۰۴) سلطان امپراتوری عمان از سال ۱۷۹۲ تا ۱۸۰۴ میلادی بود که در ۱۸۰۴ کشته شد.
در دوران سلطنت سلطان بن احمد، تعداد کشتی‌های دریایی عمان دو برابر شد.